# Alexine Tinne

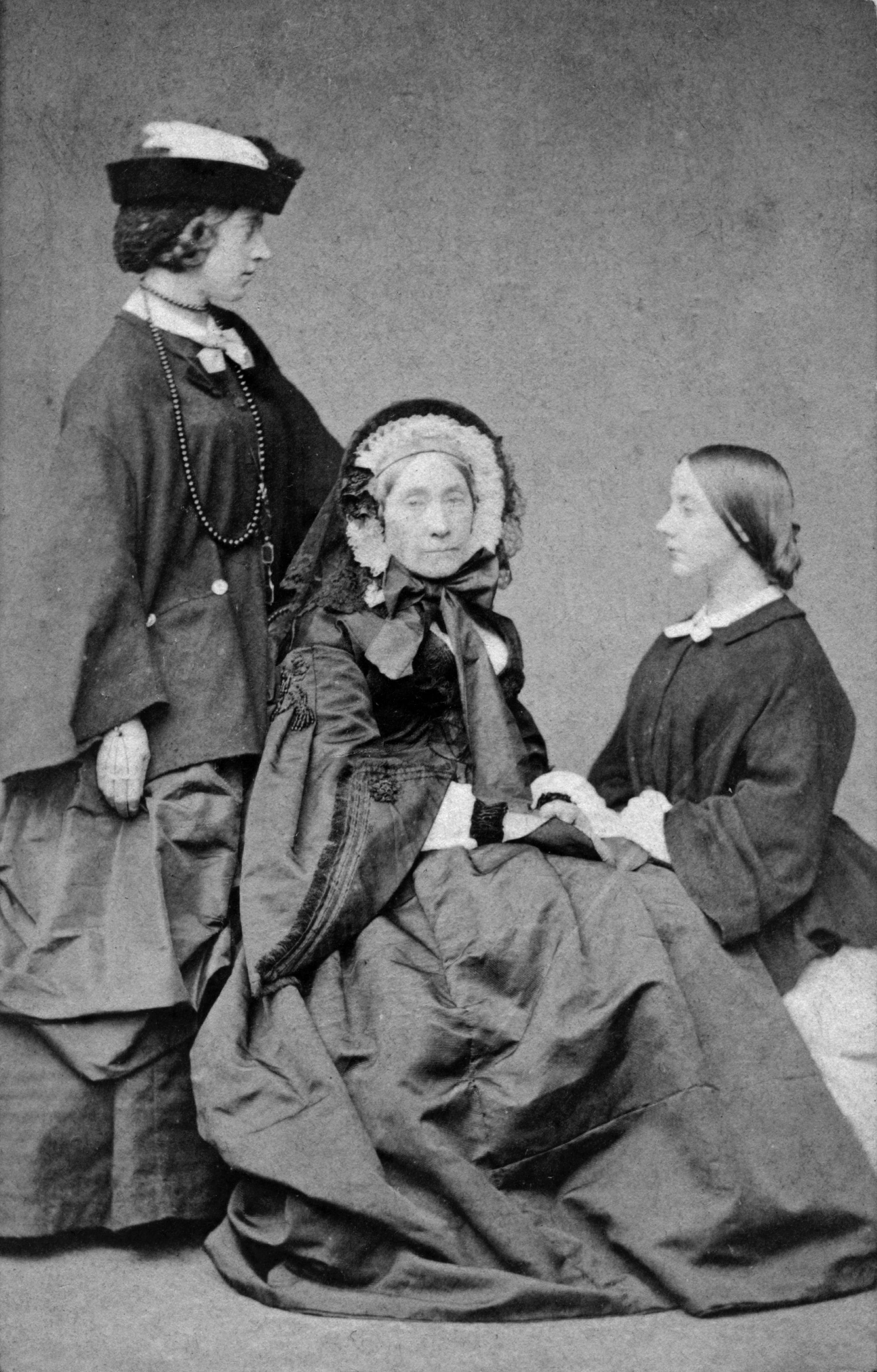
Od lewej: Alexine Tinne, jej matka Henrietta (listopad 1860)

'Alexine Tinne, właśc. Alexandrine Pieternella Françoise Tinne (ur. 17 października 1835 w Hadze, zm. 1 sierpnia 1869 w drodze z Marzuk do Ghat) – holenderska podróżniczka. Była pierwszą Europejką, która próbowała przemierzyć Saharę.

## Życiorys

### Młodość
Była córką Philipa Frederika Tinné – wysoko postawionego urzędnika i dyplomaty – oraz jego drugiej żony, Henrietty van Capellen – córki znanego oficera marynarki wojennej.
Ojciec Alexine zmarł w 1844, gdy miała ona 9 lat. Dzięki uzyskanemu wykształceniu młoda Tinné umiała rysować i grać na pianinie; uczyła się też języków obcych. Od wczesnych lat młodości typowe dla niej były niekonwencjonalne zachowania.

### Pierwsze podróże
Począwszy od 1854 wraz ze swoją matką zaczęła podróżować. Kolejno odwiedziły skandynawskie góry i Włochy, a 17 grudnia 1855 wysiadły w Aleksandrii, skąd udały się do Kairu, a następnie łodziami przedostały się do Asuanu. Już w Kairze Alexine, zafascynowana Orientem, zaczęła uczyć się arabskiego i studiować Islam. Kolejne podróże planowała nieutartymi szlakami.
Najpierw wraz z karawaną przebyła pustynię aż do Morza Czerwonego, a następnie, w kwietniu 1856, wraz z sześćdziesięcioletnią matką udała się do Jerozolimy, dokąd wiodła trudna droga poprzez suche i skaliste wzgórza Judei. Stamtąd w dalszą podróż udały się do Damaszku. Z Damaszku podróżniczki udały się do Bejrutu. Boże Narodzenie 1856 spędziły w Kairze planując wyprawę w górę Nilu. Chciały dotrzeć do Chartumu w Sudanie. Gdy w pewnym miejscu Nil okazał się nieżeglowny, podróżniczki udały się do Palmyry. Lato spędziły odpoczywając w Libanie, a następnie okrężną trasą 6 listopada 1857 wróciły do Hagi.
W czasie czteroletniego pobytu w Europie, młoda Tinné opanowała sztukę fotografowania, która na ówczesne czasy była skomplikowanym procesem.

### Podróże po Białym Nilu

#### Pierwsza podróż
21 sierpnia 1861 na pokładzie francuskiego statku „Byzantine”, Alexandrinne Tinné wraz ze swoją matką oraz ciotką Adrianną popłynęły do Alexandrii. Na miejscu przez cztery miesiące przygotowywały się do wyprawy do Chartumu. Podróż okazała się wielkim wyzwaniem. Do Asuanu żegluga przebiegała normalnie, później ze względu na silny nurt, dwustu mężczyzn przez dwa dni musiało ciągnąć łodzie. Od wioski Korosko–Al Bahr al Ahmar dalsza żegluga okazała się niemożliwa, zorganizowano zatem karawanę żeby przebyć Pustynię Nubijską do Abu Hamad, skąd dalej można było płynąć małymi statkami. Po osiemnastu dniach karawana składająca się ze stu dwóch wielbłądów dotarła do Abu Hamad, a 11 kwietnia 1862 do Chartumu. Stamtąd 11 maja 1862 panie Tinné wyruszyły wypożyczonym statkiem parowym do Gondokoro w Sudanie, gdzie dotarły 30 września. Pomimo tego, że za Gondokoro Biały Nil nie nadawał się już do żeglugi, Tinné chciała posuwać się dalej na południe, lecz choroba uniemożliwiła jej realizację tego planu.

#### Druga podróż

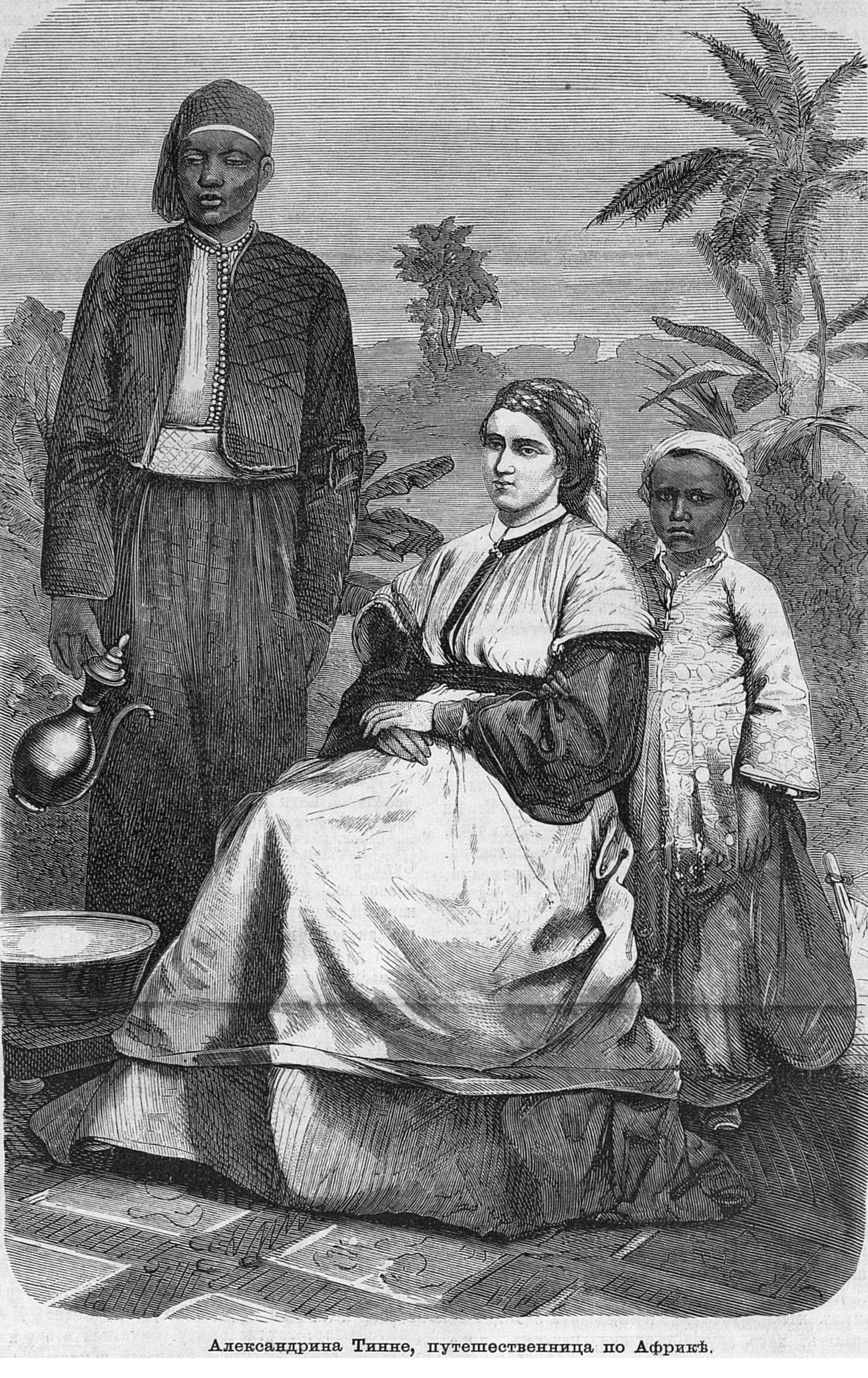
Alexine Tinne w Afryce

Kolejną podróż Tinné zaplanowała wraz z naukowcami: ornitologiem Theodorem von Heuglinem oraz geografem i biologiem Hermanem Steudnerem. Plan zakładał dotarcie do Mesjra er Req nad Rzeką Gazeli (Bahr el Ghazal), dopływem Białego Nilu, a stamtąd dalej pieszo jak najdalej w góry, w tereny niepoznane przez białego człowieka. Naukowcy wyjechali pierwsi, a panie Tinné miały do nich dołączyć. Okazało się, że wyruszyły za późno i w drodze zastała je pora deszczowa. Skutkiem tego ogromna karawana utknęła w deszczu, a uczestnicy wyprawy zaczęli chorować. Steudner zmarł w kwietniu, a matka Alexine – Henrietta – 22 lipca 1863. 28 marca 1864 Alexine wróciła do Chartumu, gdzie siedem tygodni później zmarła również jej ciotka Adrianna.
W czasie osiemnastomiesięcznego pobytu w Kairze odwiedził ją jej przyrodni brat John wraz z żoną Margaret, bezskutecznie próbując namówić Alexine do powrotu do Europy.
Znaczenie wyprawy
Wyprawa nad Rzekę Gazeli, choć okazała się tragiczna w skutkach, przyczyniła się do rozwoju nauki. Von Heuglin w swoich raportach Die Tinnésche Expedition im westlichen Nil–Quellgebiet (1863–1864; Gotha, 1865) i Reise in das Gebiet des Weissen Nils Leipzig (1869) zamieścił opisy roślin odkrytych podczas ekspedycji.
Na podstawie zbiorów zielnikowych przywiezionych przez Alexine lub jej rysunków dwóch biologów wydało w Wiedniu w 1867 Plantae Tinneanae, publikację opisującą ponad 70 gatunków, z czego 24 jako nowe. Crinum tinneanum Kotschy & Peyr. z rodziny amarylkowatych nazwano na cześć odkrywczyni [obecna nazwa Ammocharis tinneana (Kotschy & Peyr.) Milne-Redh. & Schweick]. W pracy tej opisano również nowy rodzaj Blastania.
Z kolei etnograficzna kolekcja Alexine, którą zabrał z Kairu jej brat, została przekazana do Public Museum (obecnie the Liverpool World Museum).

### Ekspedycja na Saharę i śmierć
Kolejna podróż Tinné odbyła się w 1865 roku. Wynajętym jachtem „Claymore” żeglowała po Morzu Śródziemnym, płynąc z Aleksandrii na Kretę, dalej do Neapolu, Marsylii, Barcelony. Następnie udała się statkiem do Algieru. Tam usłyszała o Tuaregach, którzy zostali jej opisani jako „postrach Sahary”, jednak Alexine, prawdopodobnie po lekturze książki Henriego Duveyriera, miała nieco romantyczny obraz Tuaregów. Koniecznie chciała ich poznać, dlatego w październiku 1867 wyruszyła karawaną w góry Atlas. Ponieważ przeprawa odbywała się zimą, podróż okazała się niezwykle trudną i ekipa zawróciła w stronę wybrzeża. W lipcu 1868 karawana dotarła do Philippeville, gdzie część ekipy rozstała się z Alexine, uważając jej plany za nierozsądne. We wrześniu Alexine dotarła do Trypolisu. Ostrzegano ją, aby nie przekraczała oazay Murzuk, ponieważ za nią kończyło się Imperium Osmańskie i nie było już możliwości ochrony podróżników. 6 marca 1869 karawana dotarła do Murzuk. Równocześnie z karawaną holenderską Saharę zamierzała przejść również karawana Gustawa Nachtigala. Ustalono zatem, że obie przejdą przez terytorium Tuaregów wspierając się nawzajem. Nachtigal chciał przed wyruszeniem zbadać góry Tibesti i Alexine zdecydowała, że w tym czasie pozna to plemię. Została zaproszona przez Ichnuchena, władcę Tuaregów, u którego przez kilka dni gościła jako pierwsza biała kobieta. Podczas rozstania umówili się, że spotkają się w Ghat, a karawanę Alexine poprowadzi szejk z Murzuku, Ahmed. Kilka dni później nieznajomy Arab przyjechał do obozu Alexine i namawiał ją do powrotu do Murzuk, ponieważ dowiedział się o planowanej na nią napaści. Nie posłuchała go i wyruszyła w dalszą drogę. W drodze do Ghat została 1 sierpnia 1869 roku zamordowana przez Tuaregów, a jej ciała nigdy nie odnaleziono.